# Andrés Mazali
Andrés Mazali (Montevideo, Uruguay, 22 de julio de 1902 — 30 de octubre de 1975) fue un futbolista uruguayo que jugaba como guardameta. Fue dos veces campeón olímpico con Uruguay en los años 1920.
Histórico guardameta del Club Nacional de Football de Montevideo, en donde jugó toda su carrera futbolística, con el cual conquistó cinco títulos nacionales y dos títulos internacionales. También participó de la gira por Europa de Nacional en 1925. En su época, fue catalogado como "el mejor arquero del futbol uruguayo de todos los tiempos".
Mazali además cuenta con la curiosa distinción de haber sido un deportista completo, pues se destacó en otros deportes: fue un importantebaloncestista del Olimpia con el que logró campeonar en 1923 y también fue campeón sudamericano de atletismo en la modalidad de salto de vallas 400 metros.

## Selección nacional
Fue internacional con la Selección de fútbol de Uruguay desde 1924 hasta 1929 disputando 21 partidos y recibiendo 20 goles.

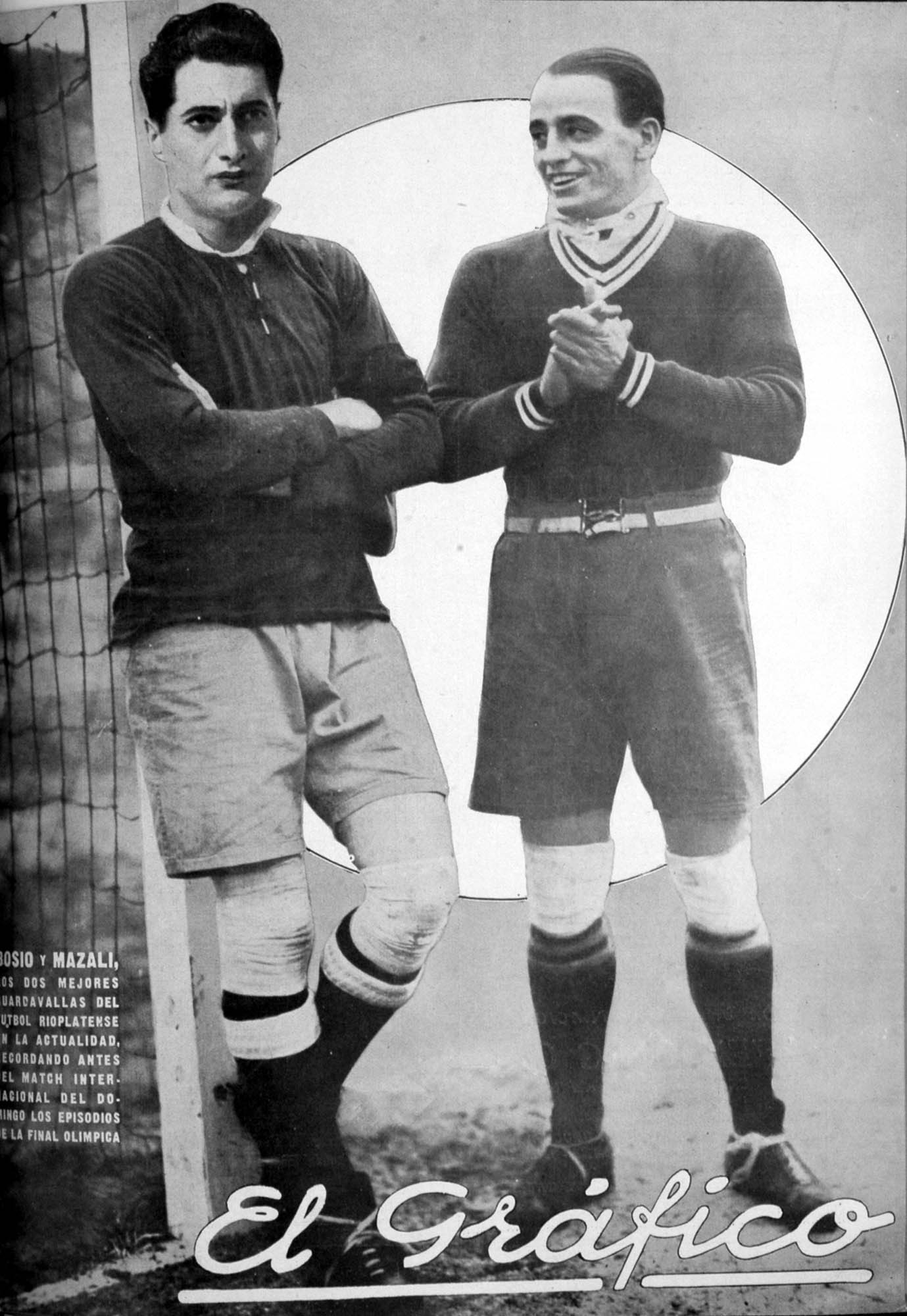
Mazali (derecha), junto a Bossio, los arqueros de la final de los Juegos Olímpicos de 1928

### Participaciones en Juegos Olímpicos[1]
| Juegos                | Sede      | Resultado | PJ | GC |
| --------------------- | --------- | --------- | -- | -- |
| Juegos Olímpicos 1924 | París     | Campeón   | 5  | 2  |
| Juegos Olímpicos 1928 | Ámsterdam | Campeón   | 5  | 5  |

### Participaciones en Copa América
| Copa              | Sede      | Resultado  | PJ | GC |
| ----------------- | --------- | ---------- | -- | -- |
| Copa América 1923 | Uruguay   | Campeón    | 0  | 0  |
| Copa América 1924 | Uruguay   | Campeón    | 3  | 1  |
| Copa América 1926 | Chile     | Campeón    | 0  | 0  |
| Copa América 1927 | Perú      | Subcampeón | 0  | 0  |
| Copa América 1929 | Argentina | 3° puesto  | 3  | 6  |

## Clubes
| Club     | País    | Periodo   | PJ  |
| -------- | ------- | --------- | --- |
| Nacional | Uruguay | 1919—1930 | 267 |

## Palmarés

### Campeonatos nacionales
| Título                          | Club     | País    | Año  |
| ------------------------------- | -------- | ------- | ---- |
| Primera División de Uruguay     | Nacional | Uruguay | 1919 |
| Copa Competencia                | Nacional | Uruguay | 1919 |
| Copa Albion                     | Nacional | Uruguay | 1919 |
| Primera División de Uruguay (2) | Nacional | Uruguay | 1920 |
| Copa León Peyrou                | Nacional | Uruguay | 1920 |
| Copa Competencia (2)            | Nacional | Uruguay | 1921 |
| Copa León Peyrou (2)            | Nacional | Uruguay | 1921 |
| Primera División de Uruguay (3) | Nacional | Uruguay | 1922 |
| Copa León Peyrou (3)            | Nacional | Uruguay | 1922 |
| Primera División de Uruguay (4) | Nacional | Uruguay | 1923 |
| Copa Competencia (3)            | Nacional | Uruguay | 1923 |
| Primera División de Uruguay (5) | Nacional | Uruguay | 1924 |
| Campeonato José Serrato         | Nacional | Uruguay | 1928 |

### Campeonatos internacionales
| Título                  | Club (*)           | Sede         | Año  |
| ----------------------- | ------------------ | ------------ | ---- |
| Copa Aldao              | Nacional           | Montevideo   | 1919 |
| Copa Aldao              | Nacional           | Buenos Aires | 1920 |
| Copa América            | Selección uruguaya | Uruguay      | 1923 |
| Copa América            | Selección uruguaya | Uruguay      | 1924 |
| Oro en Juegos Olímpicos | Selección uruguaya | París        | 1924 |
| Copa América            | Selección uruguaya | Chile        | 1926 |
| Oro en Juegos Olímpicos | Selección uruguaya | Ámsterdam    | 1928 |

(*) Incluyendo la selección

## Otros deportes
Además de ser el gran guardameta de fútbol, Mazali también se destacó en la práctica de otros deportes. En atletismo, fue campeón sudamericano de 400 metros con vallas en el año 1920 en Chile. A su vez, integró durante 6 años el equipo de básquetbol del Olimpia, disputando las finales por el Federal de Básquetbol de Primera División frente al Sporting en 1923, logrando el título de campeón para el Alas Rojas.